# ヘッセン＝ラインフェルス方伯領
ヘッセン＝ラインフェルス方伯領（Landgrafschaft Hessen-Rheinfels）は、ヘッセン方伯の分領としてヘッセン＝ラインフェルス方伯フィリップ2世（在位：1567年 - 1583年）、およびヘッセン＝カッセル方伯領の分領としてヘッセン＝ラインフェルス方伯エルンスト（在位：1627年 - 1658年）のためにそれぞれ創設された方伯領である。

## 創設

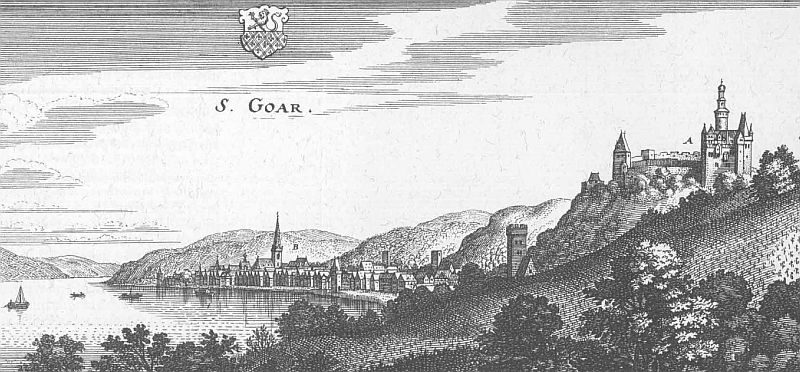
ザンクト・ゴアーおよびラインフェルス城（1655年）

### 最初
フィリップ2世はヘッセン方伯フィリップ1世とその最初の妃クリスティーナ・フォン・ザクセンの三男である。1567年の父の死後、ヘッセンは父とクリスティーナの間に生まれた4人の息子の間で分割された。フィリップ2世は父の領地の約8分の1にあたる、主に下カッツェンエルンボーゲン伯領をライン川左岸にあるラインフェルス領（ザンクト・ゴアーおよび居城であったラインフェルス城を含む）、および右岸のブラウバッハ、ライヒェンベルク、ホーエンシュタインとともに受け取った。

### 2度目

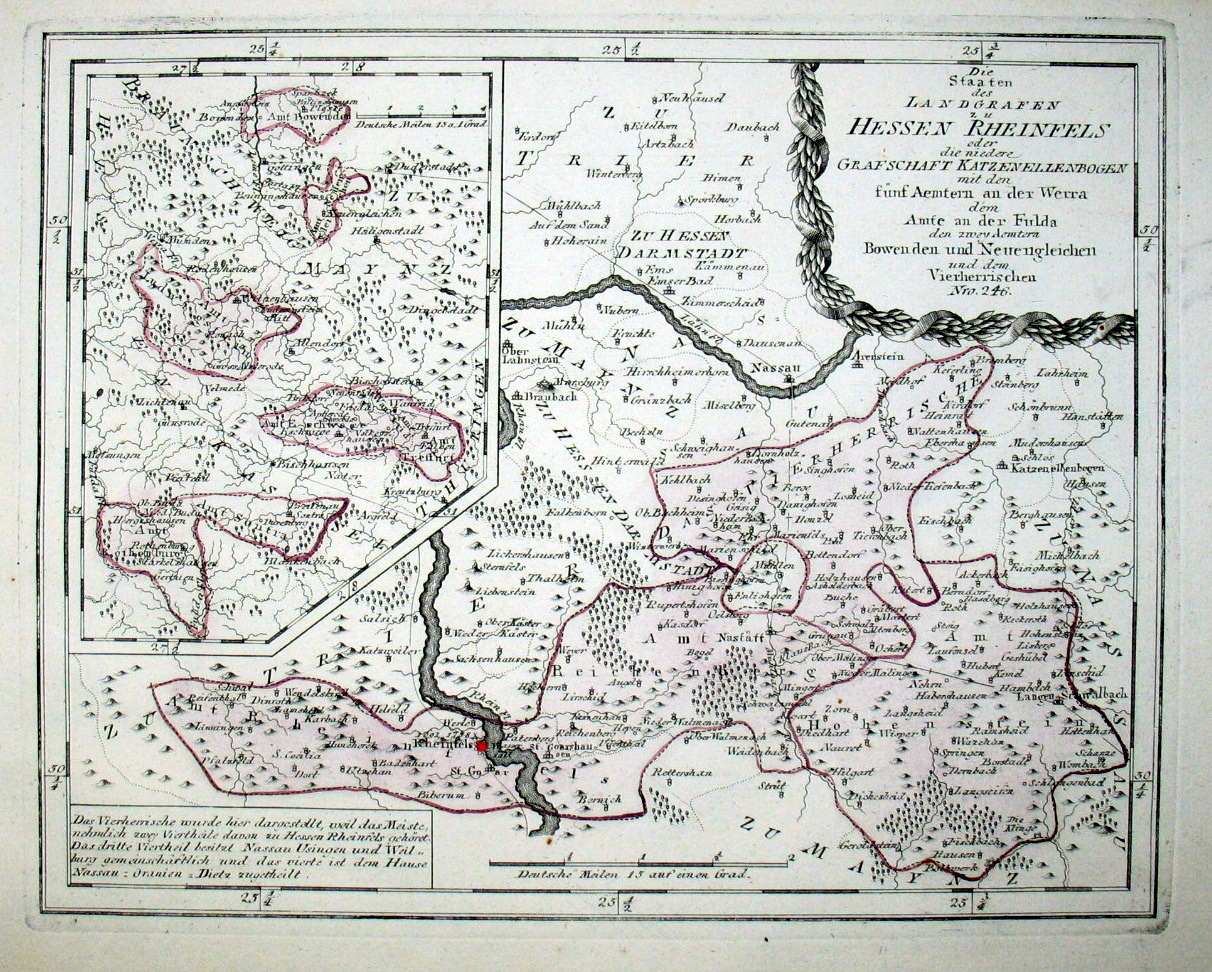
1794年のヘッセン＝ラインフェルス方伯領

ヘッセン＝カッセル方伯モーリッツ（在位：1592年 - 1627年）は1605年にカルヴァン派に改宗し、後に三十年戦争に加わり、領土の一部をヘッセン＝ダルムシュタット家に割譲することを余儀なくされた後、1627年に息子ヴィルヘルム5世に譲位した。モーリッツの他の息子らはそれぞれ分領（ヘッセン＝ローテンブルク、ヘッセン＝エシュヴェゲおよびヘッセン＝ラインフェルス）をアパナージュとして受け取ったが、そのうちヘッセン＝ラインフェルス＝ローテンブルクは1834年まで存続した。
1627年に、モーリッツの息子エルンストはラインフェルスおよび下カッツェンエルンボーゲン伯領を受け取ったが、後に2人の兄が死去したことによりエシュヴェーゲ、ローテンブルク、ヴァンフリートおよび他の領地を自領に加えた。

## 歴代領主
最初の創設
- フィリップ2世（1541年 - 1583年） - ヘッセン＝ラインフェルス方伯（1567年 - 1583年）

2度目の創設
- エルンスト - ヘッセン＝ラインフェルス方伯（1627年 - 1658年）、ヘッセン＝ラインフェルス＝ローテンブルク方伯（1658年 - 1693年）[4]